# Mort de Cléopâtre
Cet article concerne la mort de la personnalité historique. Pour le thème artistique lié à sa mort, voir La Mort de Cléopâtre.

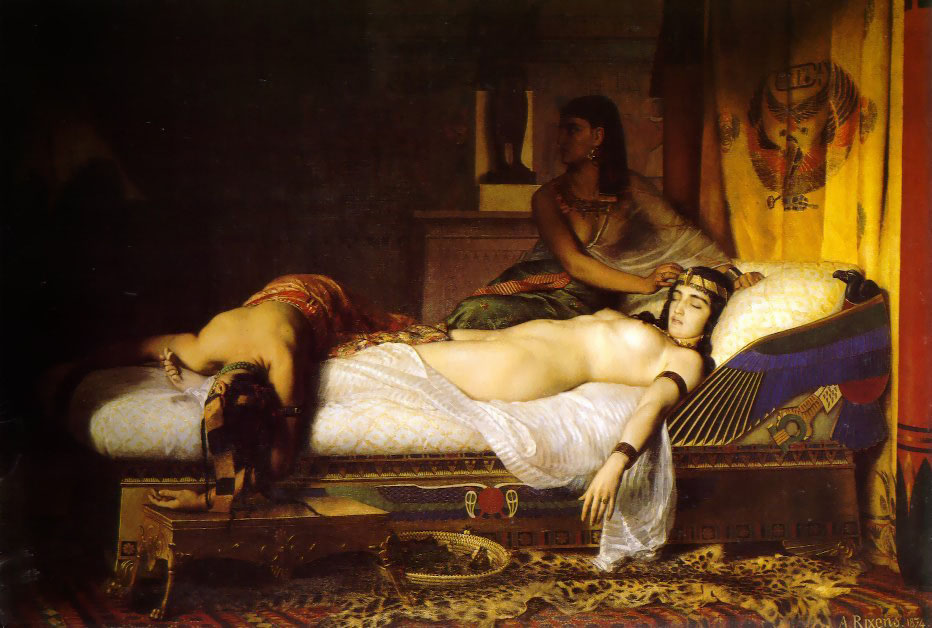
La Mort de Cléopâtre par Jean-André Rixens (1874).

La mort de Cléopâtre VII, la dernière souveraine régnante de l'Égypte ptolémaïque, s'est produite le 10 ou 12 août 30 av. J.-C. à Alexandrie, alors qu'elle avait 39 ans. 
Selon les auteurs anciens, grecs et romains, Cléopâtre VII se serait suicidée en laissant un aspic (non la vipère aspic, espèce européenne, mais le cobra égyptien) la mordre ainsi que deux de ses servantes. Selon les historiens grecs et romains, Cléopâtre s'est empoisonnée en utilisant soit une boisson toxique, soit un instrument pointu comme une épingle à cheveux. 
Le problème se pose du crédit à accorder à ces sources lorsque l'on sait qu'elles émanent de Strabon qui n'était pas historien mais géographe (et le seul contemporain de la reine) et de récits plus ou moins tardifs d'historiens romains ou grecs comme Plutarque et Dion Cassius. Les érudits modernes débattent de la véracité d'anciens rapports faisant état de morsures de serpent comme cause du décès (un cobra égyptien ne pouvant tuer trois femmes d'affilée) et de son possible assassinat. Certains universitaires ont émis l'hypothèse que son rival politique romain, Octave, l'avait forcée à se suicider à la manière de son choix.

## Conséquence politique
La mort de Cléopâtre VII met fin à la dernière guerre civile de la République romaine entre les triumvirs Octave et Marc Antoine, au cours de laquelle Cléopâtre se joint à ce dernier, père de trois de ses enfants. Marc Antoine et Cléopâtre fuirent en Égypte après leur défaite lors de la bataille d'Actium, qui se déroule en 31 av. J.-C.. En se suicidant, elle évite l'humiliation d'être exhibée comme prisonnière lors d'un triomphe romain célébrant les victoires militaires d'Octave, qui deviendra le premier empereur romain en 27 av. J.-C. sous le nom d'Auguste. Octave fait tuer en Égypte Césarion, le fils de Cléopâtre VII (mieux connu sous le nom de Ptolémée XV) et héritier de son rival de Jules César mais il épargne les enfants de Cléopâtre VII qu'elle a eus avec Marc Antoine et les conduit à Rome. La mort de Cléopâtre VII marque la fin de l'époque hellénistique et du règne ptolémaïque de l'Égypte, ainsi que le début de la période romaine de l'Égypte, qui est devenue une province de l'Empire romain.
La mort de Cléopâtre VII est décrite dans diverses œuvres d'art au cours de l'histoire. Cela inclut les arts visuels, littéraires et théâtraux, allant des sculptures et peintures à la poésie et aux pièces de théâtre, en passant par les films modernes.

## Sépulture
L'emplacement de la tombe de Cléopâtre n'est pas connu avec précision mais les investigations le concernant le situent dans la périphérie Ouest d'Alexandrie. 
En janvier 2019, l'archéologue et ancien ministre des Antiquités égyptien Zahi Hawass annonce avoir identifié le lieu de sépulture de Cléopâtre VII à Taposiris Magna mais être toujours à la recherche de l'emplacement du tombeau de la reine d’Égypte. Cette déclaration fait écho à celle que le ministre avait déjà faite en 2009 sans qu'elle soit suivie de découverte concrète. La découverte éventuelle du tombeau de Cléopâtre et de Marc Antoine est une source d'intérêt majeure en égyptologie au point que certains la tiennent pour l'événement archéologique le plus important depuis l'exhumation de Toutânkhamon.

## Représentations

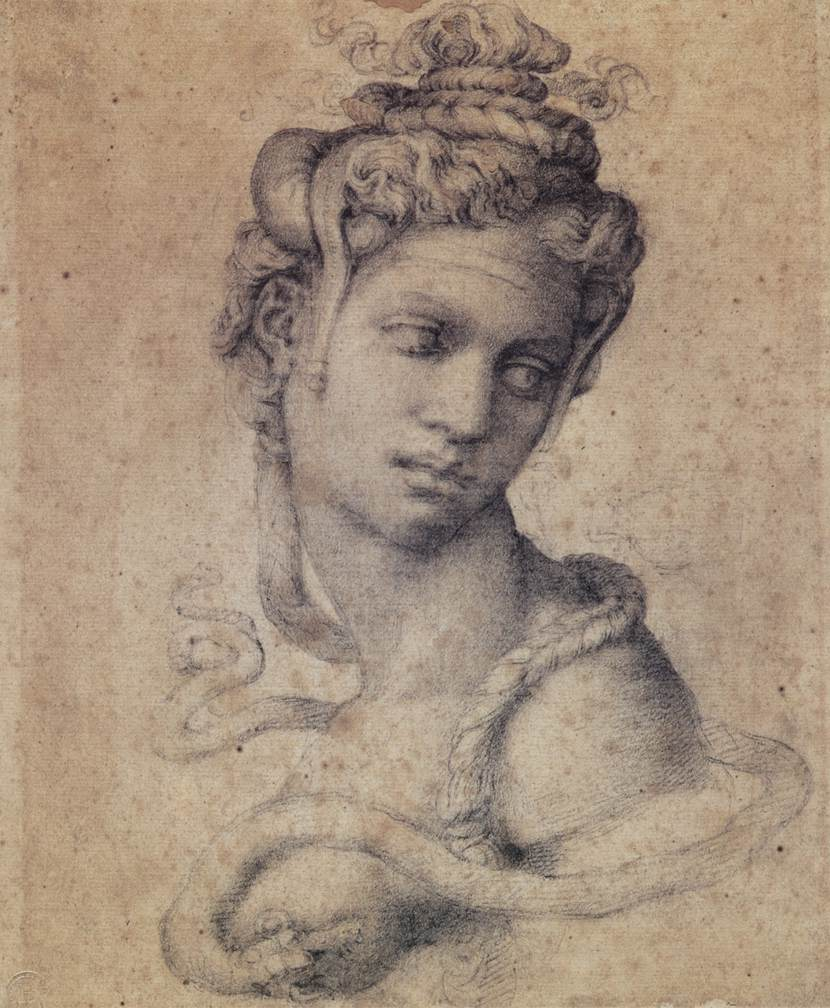
Le dessin Cléopâtre de Michelangelo Buonarroti (1533-34; Galleria degli Uffizi
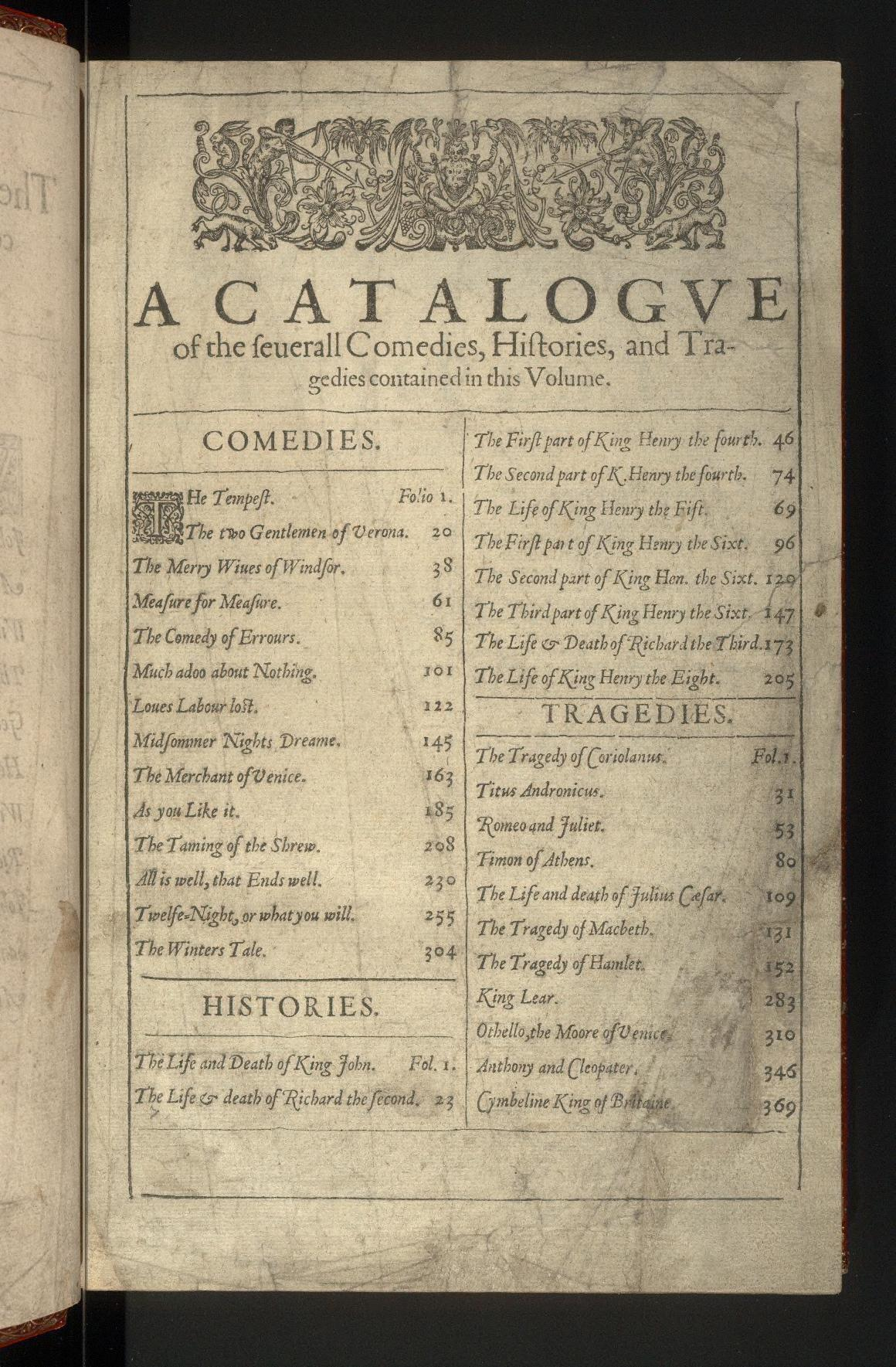
Shakespeare, First folio
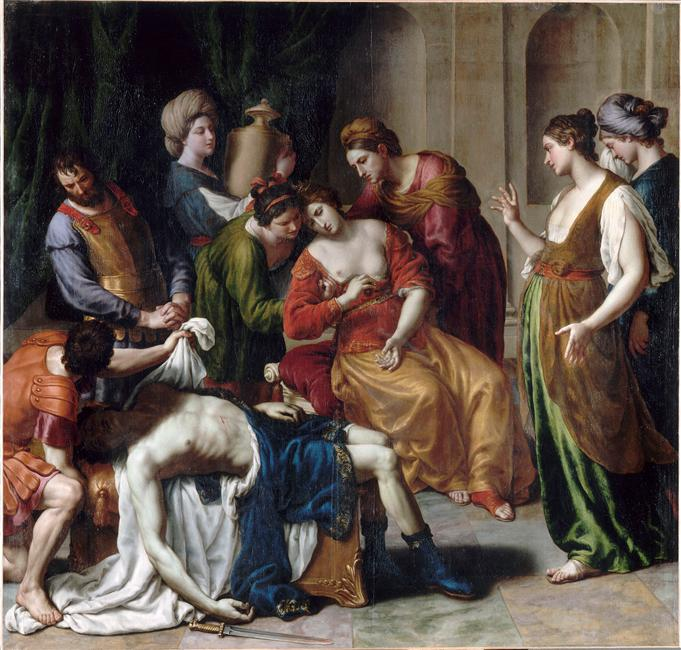
Alessandro Turchi, La Mort de Cléopâtre
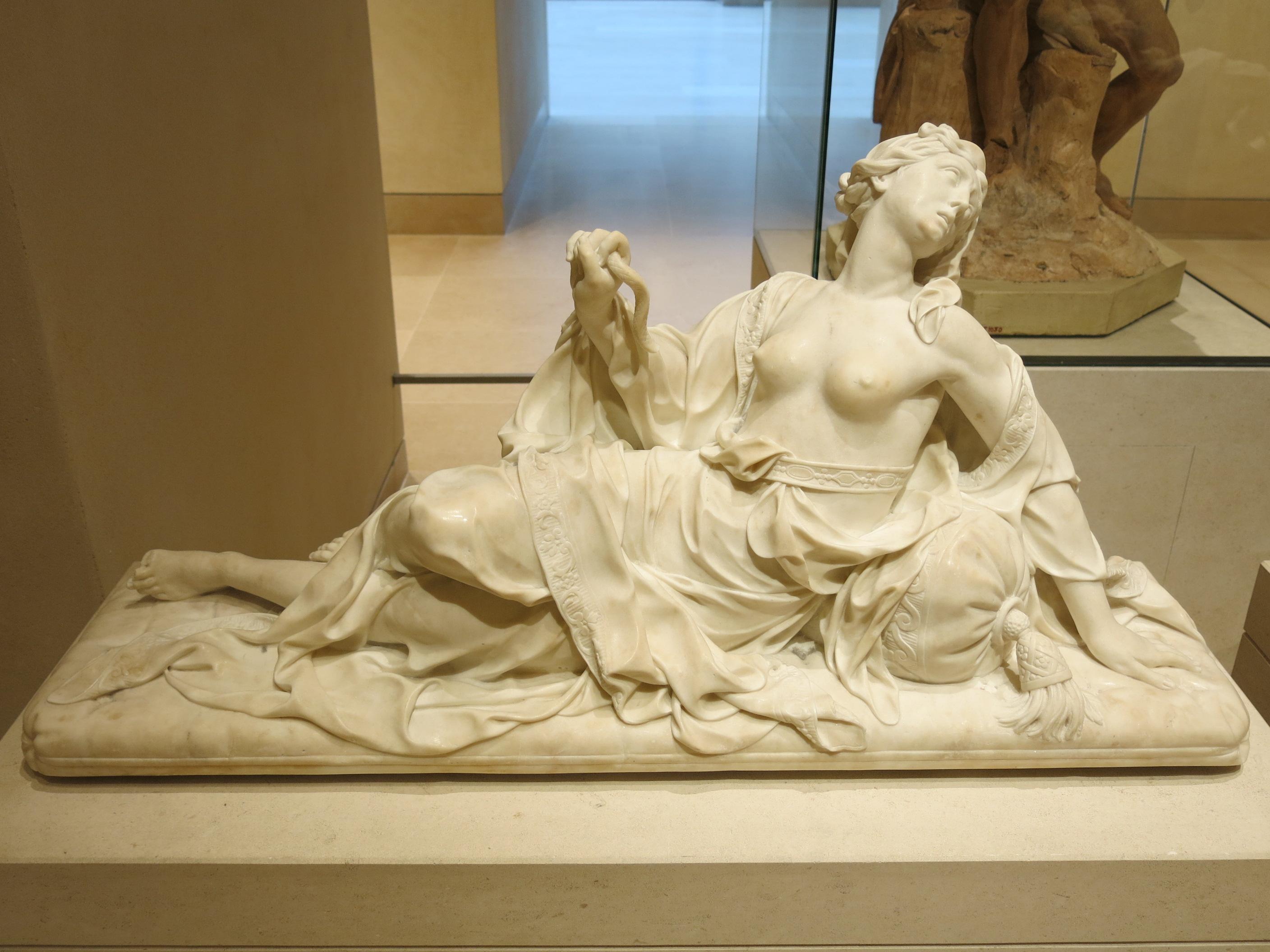
Cléopâtre mourant (Louvre, MR 1756)
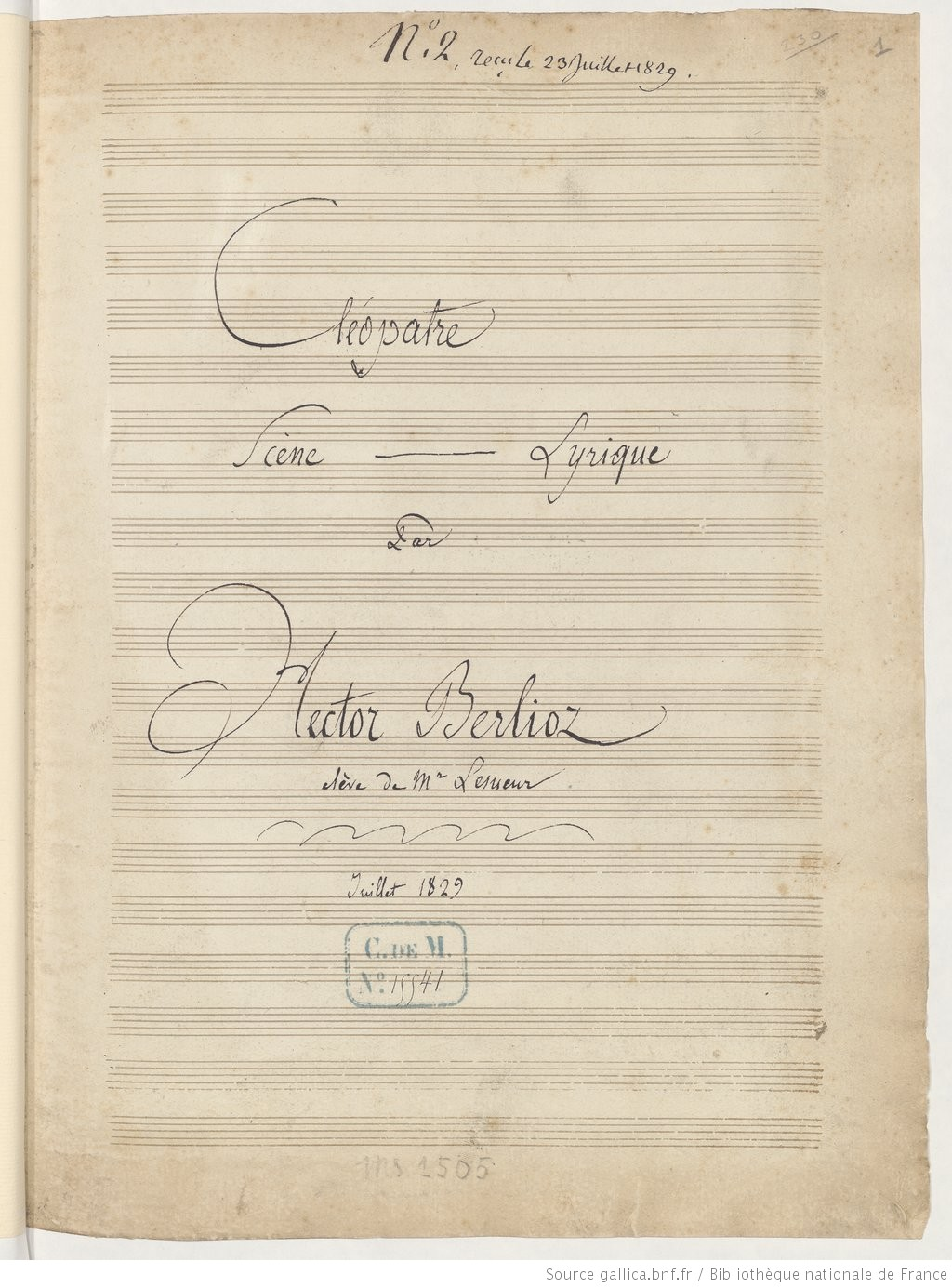
Cléopâtre de Berlioz
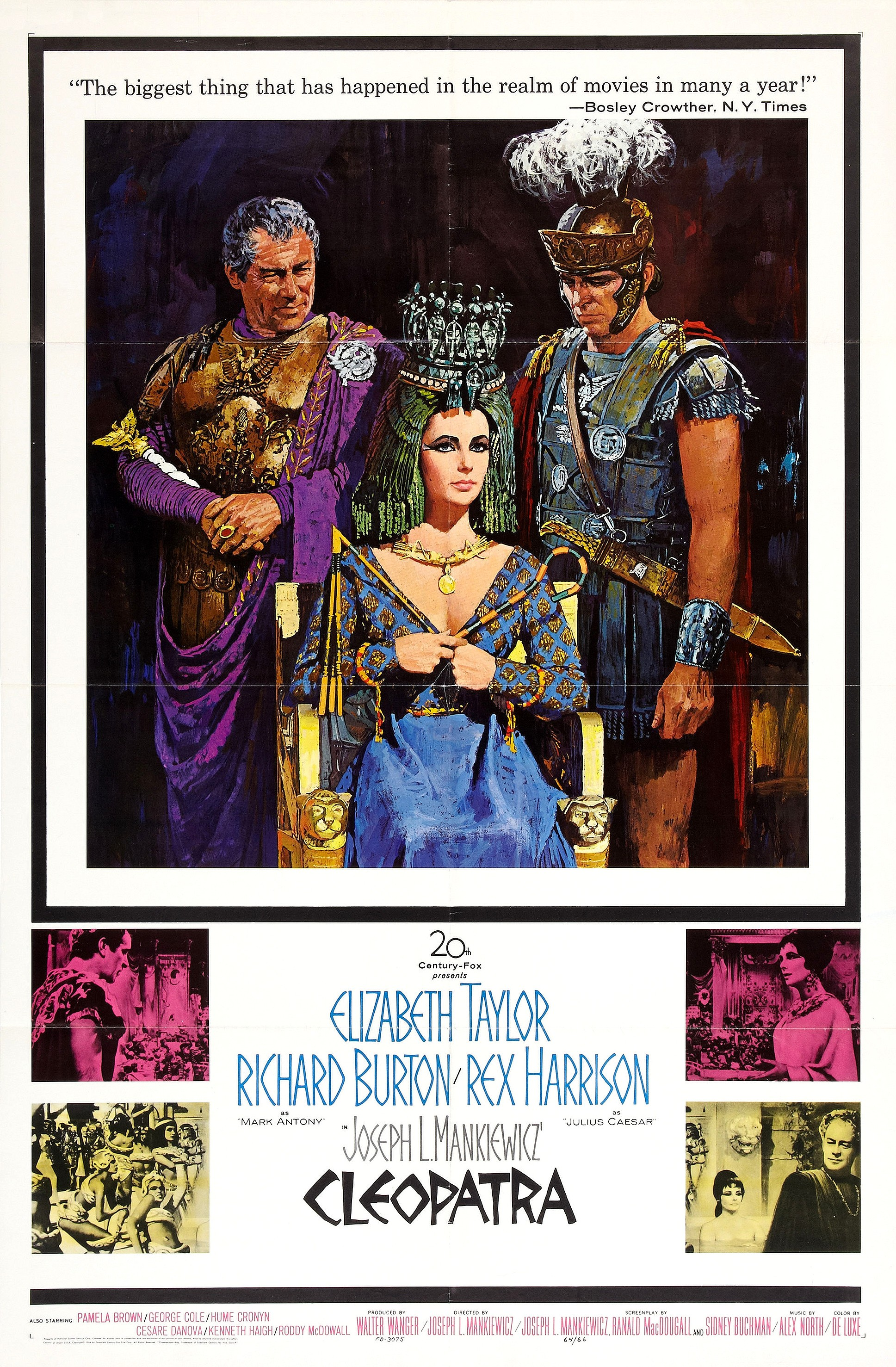
Affiche de Cléopâtre (film, 1963)